# Peče celá země (2. řada)
Druhá řada pořadu Peče celá země měla premiéru na programu ČT1 veřejnoprávní České televize 12. března 2022. Moderátory pořadu zůstali Václav Kopta a Tereza Bebarová. Porotu tvořili Josef Maršálek a nově Michaela Landová. Vítězkou se stala Martina Kynstlerová, která kromě titulu získala finanční odměnu 100 000 korun a poukaz v totožné hodnotě na produkty společnosti ETA, sponzora pořadu.

## Soutěžící
Soutěže se účastnilo 12 amatérských pekařů:
| Soutěžíci           | Věk    | Povolání                  | Bydliště       | Výsledek   |
| ------------------- | ------ | ------------------------- | -------------- | ---------- |
| Martina Kynstlerová | 31 let | úřednice                  | Přerov         | 1. místo   |
| Jana Pokorná        | 26 let | zootechnička              | Horní Dubňany  | Finalistka |
| Lucie Dvořáková     | 26 let | —                         | Kupařovice     | Finalistka |
| Markéta Tomášková   | 43 let | učitelka češtiny          | Ostrava        | 4. místo   |
| Veronika Křížová    | 39 let | úřednice                  | Ústí nad Labem | 5. místo   |
| Zdeněk Tokár        | 44 let | bioanalytik               | Strakonice     | 6. místo   |
| Zuzana Janů         | 51 let | majitelka papírnictví     | Polná          | 7. místo   |
| Václav Halama       | 26 let | barman, číšník            | Praha          | 8. místo   |
| Lenka Svobodová     | 29 let | účetní                    | Praha          | 9. místo   |
| Dominika Španková   | 27 let | učitelka v mateřské škole | Havlíčkův Brod | 10. místo  |
| Martin Dvořák       | 31 let | vedoucí odboru účetnictví | Praha          | 11. místo  |
| Michal Kamermeier   | 30 let | cytogenetik               | Brno           | 12. místo  |

## Výsledky
| Soutěžící | Epizody | Epizody | Epizody | Epizody | Epizody | Epizody | Epizody | Epizody | Epizody | Epizody |
| Soutěžící | 1       | 2       | 3       | 4       | 5       | 6       | 7       | 8       | 9       | 10      |
| --------- | ------- | ------- | ------- | ------- | ------- | ------- | ------- | ------- | ------- | ------- |
| Martina   |         |         |         |         |         |         | PT      |         |         |         |
| Jana      | PT      |         |         |         |         |         |         |         | PT      |         |
| Lucie     |         | PT      |         |         | PT      |         |         |         |         |         |
| Markéta   |         |         | PT      |         |         | PT      |         | PT      | X       |         |
| Veronika  |         |         |         |         |         |         |         | X       |         |         |
| Zdeněk    |         |         |         | PT      |         |         | X       |         |         |         |
| Zuzana    |         |         |         |         |         | X       |         |         |         |         |
| Václav    |         |         |         |         | X       |         |         |         |         |         |
| Lenka     |         |         |         | X       |         |         |         |         |         |         |
| Dominika  |         |         | X       |         |         |         |         |         |         |         |
| Martin    |         | X       |         |         |         |         |         |         |         |         |
| Michal    | X       |         |         |         |         |         |         |         |         |         |

| Legenda |                                                             |   |                        |    |             |       |           |
|         | soutěžící patřil mezi nejlepší, ale nestal se pekařem týdne |   | postup do dalšího kola | PT | pekař týdne |       | finalisté |
|         | soutěžící byl v ohrožení, ale nebyl vyřazen                 | X | vyřazení ze soutěže    |    | vítěz       | vítěz | vítěz     |

## Epizody
|  | pekař/ka týdne |  | vyřazení ze soutěže |  | vítěz |

### Epizoda 1
V osobní výzvě dostali soutěžící za úkol upéct během dvou hodin bublaninu. V technické výzvě, pro kterou připravil recept Josef, museli během 1,5 hodiny připravit 10 rakviček se šlehačkou. Tématem kreativní výzvy byl zdobený promazaný válcový dort o průměru 15 cm a minimální výšce 25 cm, na jehož přípravu dostali soutěžící 4 hodiny.
| Soutěžící | Osobní výzva (bublanina)                    | Technická výzva (rakvičky) | Kreativní výzva (válcový dort) |
| --------- | ------------------------------------------- | -------------------------- | ------------------------------ |
| Dominika  | višňová bublanina                           | 12.                        | pistáciový dort                |
| Jana      | meruňková bublanina s marcipánovou posypkou | 1.                         | šampaňský čokoládový dort      |
| Lenka     | višňová bublanina s jahodami                | 11.                        | citronový dort „Slunečnice“    |
| Lucie     | bublanina s crème fraîche                   | 5.                         | zdobený válcový dort           |
| Markéta   | rebarborová bublanina s jahodami            | 4.                         | zdobený dort                   |
| Martin    | bublanina z jahod a ostružin                | 8.                         | dort s ananasem                |
| Martina   | třešňová bublanina                          | 7.                         | zdobený dort s mákem           |
| Michal    | třešňová bublanina                          | 2.                         | dort s karamelovým krémem      |
| Václav    | bublanina s višněmi                         | 10.                        | kokosový dort                  |
| Veronika  | švestkovomaková bublanina                   | 3.                         | dort s tropickým ovocem        |
| Zdeněk    | bublanina s ovocem                          | 6.                         | dort s arašídovým máslem       |
| Zuzana    | clafoutis                                   | 9.                         | mrkvový dort                   |

### Epizoda 2
V osobní výzvě dostali soutěžící za úkol připravit za 1,5 hodiny kulatý tvarohový dort s pečeným základem. V technické výzvě, pro kterou připravila recept Michaela, museli během 2 hodin upéct 6 rohlíků a 6 housek, oboje zadělávané podmáslím, a ochucené máslo. Tématem kreativní výzvy byla dortová lízátka, celkem jich soutěžící museli za 3,5 hodiny připravit 25, vždy 5 s jednou příchutí.
| Soutěžící | Osobní výzva (tvarohový dort)             | Technická výzva (rohlíky a housky) | Kreativní výzva (dortová lízátka)                                           |
| --------- | ----------------------------------------- | ---------------------------------- | --------------------------------------------------------------------------- |
| Dominika  | brownies s borůvkovým rozvarem            | 7.                                 | čokoládová, citronová, vanilková, punčová, lila velvet, sirup               |
| Jana      | drobenkový se sněhovou čepicí             | 1.                                 | nugátová, kávová, vanilková, pistáciová                                     |
| Lenka     | čokoládový s malinovým rozvarem           | 4.                                 | bílková, red velvet, kakaová, perníková, růžová, sušenková                  |
| Lucie     | klasický s ostružinami                    | 6.                                 | malinová, kokosová, kávová, borůvkovo-maková, ořechová                      |
| Markéta   | kakaový                                   | 3.                                 | bílo-čokoládová, růžovo-čokoládová, karamelová, hořko-čokoládová, mramorová |
| Martin    | rozinkový                                 | 10.                                | čokoládová, mučenková, medová, datlovo-maková                               |
| Martina   | karamelovo-sušenkový s malinovým rozvarem | 5.                                 | skořicová, růžová, mandlová, čokoládová, velvet                             |
| Václav    | švestkový                                 | 11.                                | mangová, bílo-čokoládová, hořko-čokoládová, banánová, makovo-kokosová       |
| Veronika  | limetkový se sněhovou čepicí              | 8.                                 | red velvet, citronovo-maková, kakaová, kokosová, brownie                    |
| Zdeněk    | pomerančový                               | 9.                                 |                                                                             |
| Zuzana    | skořicový                                 | 2.                                 | piškotová, mandlová, rumová                                                 |

### Epizoda 3
V osobní výzvě dostali soutěžící za úkol upéct během 2 hodin palačinkový dort. V technické výzvě, pro kterou připravila recept Michaela, museli během 2 hodin upéct střechu, zákusek ve tvaru trojbokého hranolu plněný ovocem a krémem. Tématem kreativní výzvy byla stavba ze zdobeného perníku, na kterou dostali soutěžící 3,5 hodiny.
| Soutěžící | Osobní výzva (palačinkový dort)                               | Technická výzva (střecha) | Kreativní výzva (perníková stavba) |
| --------- | ------------------------------------------------------------- | ------------------------- | ---------------------------------- |
| Dominika  | likérové a kávové palačinky, čokoládová ganache               | 9.                        | perníkový kostelík                 |
| Jana      | tvarohový krém, griliáš, slaný karamel                        | 1.                        | perníková farma                    |
| Lenka     | tiramisu s kakaem                                             | 10.                       | perníková věž                      |
| Lucie     | máslový krém, vanilka, bílá čokoláda                          | 7.                        | svatební kaple                     |
| Markéta   | jablko, pomeranč, ořechy                                      | 3.                        | šmoulí vesnička                    |
| Martina   | mascarpone, čokoláda, kokos a rybíz                           | 6.                        | Eiffelova věž                      |
| Václav    | černý rybíz, karamelová omáčka a kokosové chipsy              | 5.                        | Petřínská rozhledma                |
| Veronika  | skládaný s borůvkami                                          | 4.                        | perníkový skleník                  |
| Zdeněk    | jahodové pyré s bílou čokoládou, šlehačka a čokoládová poleva | 2.                        | perníkový kolotoč                  |
| Zuzana    | máslový krém, vanilka, borůvkový sorbet                       | 8.                        | polenský kostel                    |

### Epizoda 4
V osobní výzvě dostali soutěžící za úkol upéct během 2,5 hodiny vánočku a připravit 2 druhy sladkých pomazánek. V technické výzvě, pro kterou připravil recept Josef, museli během 1,5 hodiny připravit 6 indiánků. Tématem kreativní výzvy byla empanada, přičemž koláč musel být ze všech stran uzavřený. Na pečení dostali soutěžící 3 hodiny.
| Soutěžící | Osobní výzva (vánočka)                                                                                 | Technická výzva (indiánci) | Kreativní výzva (empanada)                       |
| --------- | --- | -------------------------- | ------------------------------------------------ |
| Jana      | s muškátovým oříškem, švestková omáčka s vlašskými a lískovými ořechy, meruňková marmeláda             | 1.                         | bílé víno, tuňák, chilli olej                    |
| Lenka     | zdobená pekanovými ořechy, čokoládová pomazánka s medem, pomerančová marmeláda se zázvorem             | 6.                         | mléko, tuňák, vejce                              |
| Lucie     | pomazánka se směsí ořechů ochucená rumem, pomazánka z bílé čokolády s vaječným likérem                 | 2.                         | tavený sýr, hovězí maso, strouhaný parmazán      |
| Markéta   | s mandlovými plátky, jahodová pomazánka se sektem, lískooříšková pomazánka s olejem z vlašských ořechů | 8.                         | med, tuňák, česnek                               |
| Martina   | s badyánem, pomazánka z lískových ořechů a hořké čokolády, pomazánka z hrušek a s hřebíčkem            | 4.                         | uzená paprika, vepřové kotlety, hořčice, bazalka |
| Václav    | se sekanými mandlemi, fíkový džem se skořicí, arašídové máslo                                          | 9.                         | hovězí maso dušené na bílém víně                 |
| Veronika  | zdobená pistáciemi, brusinková pomazánka, čokoládová pomazánka s badyánem                              | 3.                         | mletá paprika, krůtí prsa, papričky jalapeňo     |
| Zdeněk    | jahodová pomazánka s maracujou, arašídová pomazánka se smetanou                                        | 5.                         | mletá paprika, kuřecí prsa, tymián, oregáno      |
| Zuzana    | s blanšírovanými mandlemi, pomazánka z jogurtu s pomerančovou kůrou, datlová pomazánka s kakaem        | 7.                         | vepřová panenka, španělský salát Pipirrana       |

### Epizoda 5
V osobní výzvě dostali soutěžící za úkol upéct během 1,5 hodiny tradiční francouzský quiche. V technické výzvě, pro kterou připravila recept Michaela, museli během 2 hodin upéct 13 labutí z odpalovaného těsta, přičemž 1 labuť musela být z tmavého těsta. Tématem kreativní výzvy byla stavba diorámy ze sušenek, na což dostali soutěžící 3,5 hodiny.
| Soutěžící | Osobní výzva (quiche)                             | Technická výzva (labutě z odpalovaného těsta) | Kreativní výzva (sušenkové dioráma) |
| --------- | ------------------------------------------------- | --------------------------------------------- | ----------------------------------- |
| Jana      | žampiony, parmezán, šunka                         | 2.                                            | životní leporelo                    |
| Lucie     | brynza, smetana, parmezán, rukola                 | 5.                                            | jihoamerická krajina                |
| Markéta   | čedar, zelenina                                   | 4.                                            | vesnická krajinka                   |
| Martina   | brusinky, fíky                                    | 8.                                            | lesní zátiší                        |
| Václav    | gruyere, slanina                                  | 3.                                            | koncertní sál                       |
| Veronika  | uzený losos, kopr, zakysaná smetana, tymián       | 6.                                            | safari pod Kilimanjarem             |
| Zdeněk    | gorzonzola, maasdam, schwarzwaldská šunka, zázvor | 1.                                            | vesnice u řeky                      |
| Zuzana    | špenát, brambory, kozí sýr, ořechy                | 7.                                            | na samotě u lesa                    |

### Epizoda 6
V osobní výzvě dostali soutěžící za úkol upéct výrobek, který musel obsahovat zelí, pivo, sádlo a škvarky, a to za 1,5 hodiny. V technické výzvě, pro kterou připravila recept vítězka 1. řady Petra Burianová, museli během 1,5 hodiny upéct obrácený jablkový koláč ozdobený cukrovým květem o průměru alespoň 10 cm. Tématem kreativní výzvy byl illusion cake, realistický dort, který má představovat předmět v životní velikosti a nemá vypadat jako dort. Na splnění úkolu dostali soutěžící 3,5 hodiny.
| Soutěžící | Osobní výzva (zelí, pivo, sádlo, škvarky) | Technická výzva (Tarte tatin) | Kreativní výzva (illusion cake) |
| --------- | ----------------------------------------- | ----------------------------- | ------------------------------- |
| Jana      | škvarkoví šneci                           | 7.                            | hodiny                          |
| Lucie     | zelné placky                              | 2.                            | sladký mozek                    |
| Markéta   | sluníčka                                  | 1.                            | květináč s kaktusy              |
| Martina   | stočené škvarkové placky                  | 6.                            | papája                          |
| Veronika  | škvarkové rohlíčky                        | 5.                            | tagliatelle s masovými koulemi  |
| Zdeněk    | fazoláky                                  | 3.                            | kabelka                         |
| Zuzana    | plněné taštičky                           | 4.                            | filmařská klapka                |

### Epizoda 7
V osobní výzvě dostali soutěžící za úkol upéct mísu plnou koblih se dvěma náplněmi, a to za 2 hodiny. V technické výzvě, pro kterou připravila recept Michaela, museli během 2 hodin upéct svatební koláče, celkem 3 druhy po 12 kusech. Tématem kreativní výzvy bylo vytvoření čokoládové koule s překvapením v podobě restauračního moučníku, na splnění úkolu dostali soutěžící 3 hodiny.
| Soutěžící | Osobní výzva (koblihy)             | Technická výzva (svatební koláče) | Kreativní výzva (čokoládová koule s překvapením) |
| --------- | ---------------------------------- | --------------------------------- | ------------------------------------------------ |
| Jana      | lemon curd, povidla                | 6.                                | galaxie                                          |
| Lucie     | čokoláda s perníkem, jablečné pyré | 1.                                | vitamínová bomba                                 |
| Markéta   | vanilkový pudink, jahodový džem    | 3.                                | srdíčka                                          |
| Martina   | vanilka, niva se slaninou          | 5.                                | mandlové řezy                                    |
| Veronika  | vanilkový krém s citronem, meruňky | 2.                                | jablečný moučník                                 |
| Zdeněk    | angrešt, vanilkový krém            | 4.                                | mačča dortík                                     |

### Epizoda 8
| Soutěžící | Osobní výzva (sladké tyčinky)           | Technická výzva (mille-feuille) | Kreativní výzva (3D skulptura z kynutého těsta) |
| --------- | --------------------------------------- | ------------------------------- | ----------------------------------------------- |
| Jana      | ČoKaKřup                                | 3.                              | olivová chobotnice                              |
| Lucie     | sladká tyčinka s vločkami a tvarohem    | 2.                              | studna                                          |
| Markéta   | sladká tyčinka s květy z jedlého papíru | 1.                              | váza s květinami                                |
| Martina   | tyčinka s perníkovým kořením            | 5.                              | chobotnice                                      |
| Veronika  | tropical                                | 4.                              | obřítek lesní trdelníkový                       |

### Epizoda 9
| Soutěžící | Osobní výzva (plněný chléb)          | Technická výzva (Dobošův dort) | Kreativní výzva (dort s příběhem uvnitř) |
| --------- | ------------------------------------ | ------------------------------ | ---------------------------------------- |
| Jana      | čedar, slanina, ořechy               | 1.                             | Afrika                                   |
| Lucie     | špenát, rajčata                      | 4.                             | skryté srdce                             |
| Markéta   | niva, slanina, ořechy                | 2.                             | safari                                   |
| Martina   | gorgonzola, fíková marmeláda, ořechy | 3.                             | mořský svět                              |

### Epizoda 10
| Soutěžící | Osobní výzva (bonboniéra)                                                    | Technická výzva (pečená Aljaška) | Kreativní výzva (antigravitační dort) |
| --------- | ---------------------------------------------------------------------------- | -------------------------------- | ------------------------------------- |
| Jana      | kávová, řezané pistácie, pistáciová ganache                                  | 1.                               | malý princ                            |
| Lucie     | griliáš, čokoláda s pomerančem, kokos, čokoládová ganache                    | 3.                               | obluďák (Buba)                        |
| Martina   | mandle a maliny, čokoládová ganache, citrónový krém, čokoláda s tonka fazolí | 2.                               | dort na větvi                         |

## Sledovanost
| P      | Datum premiéry  | Sledovanost | Sledovanost    | Sledovanost    | Sledovanost    | Sledovanost |
| P      | Datum premiéry  | 15+         | Podíl dle věku | Podíl dle věku | Podíl dle věku | Zdroj       |
| P      | Datum premiéry  | 15+         | 15+            | 15–54          | 15–69          | Zdroj       |
| ------ | --------------- | ----------- | -------------- | -------------- | -------------- | ----------- |
| 1.     | 12. března 2022 | 1 030 000   | 25,7 %         | 27,3 %         | 25,1 %         | [ 4 ]       |
| 2.     | 19. března 2022 | 976 000     | 23,9 %         | 26,0 %         | 23,5 %         | [ 5 ]       |
| 3.     | 26. března 2022 | 942 000     | 23,2 %         | 24,7 %         | 22,6 %         | [ 6 ]       |
| 4.     | 2. dubna 2022   | 1 073 000   | 26,9 %         | 30,0 %         | 26,6 %         | [ 7 ]       |
| 5.     | 9. dubna 2022   | 1 036 000   | 25,6 %         | 27,0 %         | 24,5 %         | [ 8 ]       |
| 6.     | 16. dubna 2022  | 941 000     | 25,3 %         | 25,9 %         | 24,7 %         | [ 9 ]       |
| 7.     | 23. dubna 2022  | 1 046 000   | 27,0 %         | 29,2 %         | 26,4 %         | [ 10 ]      |
| 8.     | 30. dubna 2022  | 835 000     | 25,9 %         | 27,6 %         | 25,3 %         | [ 11 ]      |
| 9.     | 7. května 2022  | 973 000     | 27,8 %         | 29,5 %         | 27,1 %         | [ 12 ]      |
| 10.    | 14. května 2022 | 930 000     | 27,9 %         | 29,7 %         | 27,4 %         | [ 13 ]      |
| Průměr | Průměr          | 978 200     | 25,9 %         | 27,7 %         | 25,3 %         |             |